# Prințul negru (film)
Prințul negru (titlul original: în germană Der Schut) este un film de aventuri, coproducție franco–italo–vest-germană, realizat în 1964 de regizorul Robert Siodmak, după romanul omonim al scriitorului Karl May, protagoniști fiind actorii Lex Barker, Marie Versini, Ralf Wolter și Rik Battaglia.
Sursa literară a filmului, povestirea lui Karl May Der Schut (apărută ca traducere în română  uneori Schut, căpetenia tâlharilor, alteori Schut-căpetenia bandiților), face parte din cele șase părți ale „ciclului Orient”, a cărui acțiune are loc în Orientul Apropiat și Balcani, pe atunci părți ale Imperiului Otoman. Personajele principale sunt Kara Ben Nemsi, prietenul său Hadschi Halef Omar, omul de afaceri francez Henry Galingré și nemilosul ticălos Schut.

## Rezumat
Schut este un criminal crud care răspândește împreună cu banda sa teamă și teroare în Balcani. Aventurierul Kara Ben Nemsi și prietenul său loial Haji Halef Omar călătoresc prin țara Schipetarilor când află că un prieten de-al lor a fost răpit de banda lui Schut zis Protectorul. Într-un sat care a fost atacat și ars până la pământ de bandiți, ei găsesc un bătrân țăran care a supraviețuit atacului. El le spune că banda i-a răpit și frumoasa fiică Tschita. Kara Ben și prietenii lui au pornit pe urmele bandiților pentru a-i elibera pe prieteni și a-i face pe Schut și banda lui inofensivi.

## Distribuție
- Lex Barker – Kara Ben Nemsi
- Marie Versini – Tschita
- Ralf Wolter – Hadschi Halef Omar
- Alessandra Panaro – nevasta lui Schut
- Rik Battaglia – Kara Nirwan/Protectorul
- Maria Gracia Francia – soția lui Nirwan
- Friedrich von Ledebur – Mübarek
- Renato Baldini – Barud el amasad
- Pierre Fromont – Henri Galingré
- Marianne Hold – Annette Galingré
- Olga Brajević – Simone
- Eva Balaš – Nebatja
- Nikola Popović – Imer
- Jovan Janićijević – Manach
- Dušan Perković – Aladschy Bybar
- Dušan Janićijević – Omar
- Dieter Borsche – Sir David Lindsay
- Chris Howland – Archie, servitorul
- Dusan Antonijevic – un bandit
- Janez Vrhovec – tatăl Tschitei (nemenționat)
- Živojin Denić – Aladschy Sandar (nemenționat)